# 9-й горный армейский корпус СС
9-й горный армейский корпус СС (нем. IX. Waffen-Gebirgs-Armeekorps der SS) — оперативно-тактическое объединение войск СС нацистской Германии периода Второй мировой войны. Создан в июле 1944 года на территории Хорватии.
Планировалось, что корпус будет состоять из хорватских (боснийско-мусульманских) и албанских частей, поэтому первоначально именовался хорватским.

## Боевой путь корпуса
Штаб корпуса был создан 29 мая 1944 г. на основе штаба 7-й добровольческой горнопехотной дивизии СС «Принц Евгений». Образование корпуса проходило в Хорватии путём переименования различных частей 7-й и 13-й дивизий СС в части корпусного подчинения с присвоением им номера 109. После завершения формирования части корпуса участвовали в различных антипартизанских операциях в Хорватии.
В конце ноября 1944 г. части корпуса были отправлены в Будапешт. После прибытия корпус был размещён в границах города, который 24 декабря был полностью окружён советскими войсками. В начале января 1945 г. части корпуса обороняли район Киспешт. 17 января все немецкие и венгерские части оставили Пешт и сконцентрировались в Буде. В это время ситуация со снабжением окружённых стала просто катастрофической. Тем не менее осаждённые всё ещё надеялись на прорыв 6-й танковой армии СС в город. С наступлением февраля последние надежды на спасение рухнули, и командир гарнизона решил прорываться из города. 11 февраля остатки гарнизона прорвались сквозь ряды советских войск и вышли к своим. На прорыв пошло около 14 000 немецких и венгерских солдат, из которых лишь 785 человек достигли немецких позиций. Из этих 785 человек всего 170 были эсэсовцами.
С декабря 1944 года — бои против советских войск в Будапеште, в феврале 1945 года — корпус уничтожен.

## Состав корпуса
В сентябре 1944:
- 7-я добровольческая горнопехотная дивизия СС «Принц Евгений» (балканские фольксдойче)
- 13-я горнопехотная дивизия СС «Ханджар» (1-я хорватская) (боснийцы-мусульмане)
- 118-я лёгкая пехотная дивизия
- 369-я (хорватская) пехотная дивизия

В декабре 1944:
- 8-я кавалерийская дивизия СС «Флориан Гайер»
- 22-я добровольческая кавалерийская дивизия СС «Мария Терезия»
- 13-я танковая дивизия
- Танковая дивизия «Фельдхернхалле»

## Командующие корпусом
- группенфюрер СС и генерал-лейтенант войск СС Карл-Густав Зауберцайг (июль — декабрь 1944)
- обергруппенфюрер СС и генерал войск СС Карл Пфеффер-Вильденбрух (декабрь 1944 — февраль 1945)